# Cryptolepis arbuscula
Cryptolepis arbuscula är en oleanderväxtart som först beskrevs av A.R. Smith, och fick sitt nu gällande namn av Venter. Cryptolepis arbuscula ingår i släktet Cryptolepis och familjen oleanderväxter. Inga underarter finns listade i Catalogue of Life.